# 18년 동안 한번도 안 해본 여자
《18년 동안 한번도 안 해본 여자》(18 Year Old Virgin)는 미국에서 제작된 타마라 올슨 감독의 2009년 코미디 영화이다. 올리비아 엘레이나 메이 등이 주연으로 출연하였고 데이빗 리마위 등이 제작에 참여하였다.

## 출연

### 주연
- 올리비아 엘레이나 메이
- 로렌 월쉬

### 조연
- 토드 리
- 더스틴 하니쉬
- 세스 카셀
- 더스틴 피츠시몬스
- 에리카 로드스
- 카라 미쉘 하얏
- 하워드 로셀
- 채드 비질
- 콜 카슨

## 기타
- 라인프로듀서: 레이첼 골덴버그
- 배역: 스티븐 골든버그